# Brighten
Brighten is een poprockband uit Chico (Californië), bestaande uit de broers Justin (gitaar, zang) en Jimmy (drums) Richards, en Alex Draper (bas, achtergrondzang). De band is op tournee geweest met This Providence, Cute Is What We Aim For, Eisley en All Time Low. In 2007 werd hun debuutalbum King vs. Queen, uitgebracht bij Carbon Copy Media, zonder medeweten van de band.

## Bezetting
- Justin Richards (gitaar, zang)
- Alex Draper (basgitaar, zang)
- Jimmy Richards (drums, zang)

## Geschiedenis
Hoewel de band al negen jaar samen speelt, vormden ze pas een band in 2004. Op de middelbare school bestond Brighten onder de naam Sincerely Me, maar na de middelbare school veranderden ze vanwege een klein conflict hun naam in Brighten. Ze brachten hun debuut-ep Ready When You Are onafhankelijk uit op 9 november 2005. De ep werd zeer goed ontvangen door critici en is sindsdien uitverkocht. In 2006 klaagde Victory Records Carbon Copy Media aan en in de daaruit voortvloeiende gang van zaken kon hun debuutalbum King vs. Queen niet worden uitgebracht. Na het onafhankelijk verkopen van een 9-track versie tijdens hun concerten, ontdekte Brighten in maart 2007 dat het album inderdaad was uitgebracht. In juni 2007 begon Brighten een tournee met Hawthorne Heights.
Brighten heeft het podium gedeeld met The Maine, From First to Last, Taking Back Sunday, Number One Gun, The Junior Varsity, Lydia, Waking Ashland, Eisley, This Holiday Life en anderen. Brighten werd vertegenwoordigd door Tim Kirch en Tanner Radcliffe bij Eighty One Twenty Three Management. In 2008 haalde Jimmy Richards genoeg geld op om naar Afrika te reizen en Afrikaanse kinderen te helpen. Hij zei dat hij zou terugkeren naar de band en zal drummen als hij terugkeert naar Amerika. Korte tijd werd Richards vervangen door ex-Parade the Day-drummer Ben Spear en ook kort door Loren Brinton, die ook drumde in Lydia en A Rocket To The Moon. Richards is sindsdien teruggekeerd en heeft deelgenomen aan de meest recente opname-inspanning van de band. Justin Richards werd een fulltime tournee-lid van A Rocket to the Moon, waardoor Brighten tijdelijk werd onderbroken. Brighten kondigde echter in mei 2009 via hun Myspace aan dat ze de volgende maand de studio in zouden gaan met producent Jeff Schneeweis in de hoop nieuw materiaal op te nemen.
De band was klaar met het opnemen van hun volgende ep Be Human, die werd uitgebracht op 23 maart 2010. Ze zeiden dat toeren een mogelijkheid is. Op 25 juli 2011 plaatste drummer Jimmy Richards op zijn Twitter dat Brighten op 9 augustus 2011 digitaal de nieuwe plaat I'll Always Be Around zou uitbrengen. In februari 2013 bracht Brighten hun tweede volledige album Peace & Quiet uit.
Justin Richards is momenteel fulltime tourneegitarist voor de countryact Dan + Shay. Op 30 november 2015 plaatsten Justin en Jimmy elk nieuwe promofoto's van de band op hun Instagram-accounts met het onderschrift Brighten 2016, wat duidt op een soort activiteit die het volgende jaar komt. Alex volgde het voorbeeld door een paar dagen later nog een nieuwe promofoto op zijn account te zetten. Op 22 februari 2017 bracht Brighten hun nummer You Love Him uit en kondigde aan dat hun nieuwe titelloze album op 3 maart 2017 zou verschijnen.

## Discografie

### Studioalbums
- 2007: King vs. Queen
- 2013: Peace And Quiet
- 2017: Brighten

### Extended Plays
- 2005: Ready When You Are
- 2008: Early Love
- 2010: Be Human
- 2011: I'll Always Be Around
- 2011: Justin Richards Sessions
- 2018: Acoustic